# Pomeni imen asteroidov: 11001–12000
Pregled pomenov imen asteroidov (malih planetov) od številke 11001 do 12000, ki jim je Središče za male planete dodelilo številko in so pozneje dobili tudi uradno ime  v skladu z dogovorjenim načinom imenovanja. Pregled je preverjen z Schmadelovim “Slovarjem imen malih planetov” (“Dictionary of Minor Planet Names”). Izvor nekaterih imen je pojasnjen tudi v Okrožnicah centra za male planete (“Minor Planet Circulars” ali MPC). Kadar se pojasnilo najde tudi v reviji “Nebo in teleskop” (Sky and Telescope) (S&T), je to navedeno. 
Pregled pojasnjuje izvor oziroma pomen imen asteroidov, ki ga je priznala Mednarodna astronomska zveza (IAU). Nekateri asteroidi imajo imajo dodatno pojasnilo o izvoru imena, ki pa vedno ni popolnoma zanesljivo (oznaka “†” ali “‡“). Pojasnilo o izvoru imena, ki je označeno z * je potrebno preveriti ali poiskati še v “Slovarju imen malih planetov”.
| Ime                    | Začasna oznaka | Izvor imena |
| 11001–11100            | 11001–11100    | 11001–11100 |
| ---------------------- | -------------- | --- |
| 11001 Andrewulff       | 1979 MF        | André Wulff, nemški ljubiteljski astronom † ‡ |
| 11002 Richardlis       | 1979 MD1       | * |
| 11003 Andronov         | 1979 TT2       | * |
| 11004 Stenmark         | 1980 FJ1       | Lars Stenmark, švedski specialist za nanotehnologijo † Arhivirano 2007-06-24 na Wayback Machine. |
| 11006 Gilson           | 1980 TZ3       | * |
| 11011 KIAM             | 1981 UK11      | kratica za Keldišov inštitut za uporabno matematiko (iz angleškega izraza Keldysh Institute of Applied Mathematics oziroma v ruščini Институт прикладной математики им. М.В.Келдыша)* |
| 11012 Henning          | 1982 JH2       | * |
| 11013 Kullander        | 1982 QP1       | Sven Kullander, švedski fizik † Arhivirano 2007-06-24 na Wayback Machine. |
| 11014 Svätopluk        | 1982 QY1       | Svätopluk, kralj Velike Moravske * |
| 11015 Romanenko        | 1982 SJ7       | Jurij Victorovič Romanenko (rusko Ю́рий Ви́кторович Романе́нко) (rojen 1944), ruski kozmonavt* |
| 11016 Borisov          | 1982 SG12      | Galin Borisov, bolgarski astronom* |
| 11017 Billputnam       | 1983 BD        | * |
| 11019 Hansrott         | 1984 HR        | Hans Rott (1858 – 1884), avstrijski skladatelj † |
| 11020 Orwell           | 1984 OG        | George Orwell (1903 – 1950), britanski pisatelj |
| 11021 Foderà           | 1986 AT2       | Giorgia Foderà Serio, profesor zgodovine astronomije na Univerzi v Palermu * |
| 11022 Serio            | 1986 EJ1       | Giorgia Foderà Serio, profesor zgodovine astronomije na Univerzi v Palermu * |
| 11027 Astaf'ev         | 1986 RX5       | * |
| 11037 Distler          | 1989 CD6       | * |
| 11039 Raynal           | 1989 GH2       | Guillaume Thomas François Raynal (1711 – 1796), francoski zgodovinar in filozof* |
| 11040 Wundt            | 1989 RG1       | Wilhelm Wundt (1832 – 1920), nemški fiziolog in psiholog * |
| 11041 Fechner          | 1989 SH2       | Gustav Fechner (1801 – 1887), nemški eksperimentalni psiholog * |
| 11042 Ernstweber       | 1989 VD1       | Ernst Heinrich Weber (1795 – 1878), nemški zdravnik* |
| 11043 Pepping          | 1989 YX6       | Ernst Pepping (1901 – 1981), nemški skladatelj* |
| 11050 Messiaen         | 1990 TE7       | Olivier Messiaen (1908 – 1992), francoski skladatelj, orglar in ornitolog * |
| 11051 Racine           | 1990 VH12      | Jean Racine (1639 – 1699), francoski dramatik ali René Racine, kanadski astronom* |
| 11055 Honduras         | 1991 GT2       | država Honduras* |
| 11056 Volland          | 1991 LE2       | Hans Volland, nemški astronom* |
| 11061 Lagerlöf         | 1991 RS40      | Selma Lagerlöf (1858 – 1940), švedska pisateljica, dobitnica Nobelove nagrade za literature leta 1990 * |
| 11063 Poynting         | 1991 VC6       | John Henry Poynting (1852 – 1914), angleški fizik* |
| 11064 Dogen            | 1991 WB        | * |
| 11066 Sigurd           | 1992 CC1       | * |
| 11067 Greenancy        | 1992 DC3       | * |
| 11072 Hiraoka          | 1992 GP        | * |
| 11073 Cavell           | 1992 RA4       | Edith Cavell (1865 – 1915), angleška bolničarka, ki so jo ubili Nemci med prvo svetovno vojno* |
| 11074 Kuniwake         | 1992 SC1       | * |
| 11075 Dönhoff          | 1992 SP26      | grofica Marion Dönhoff (Marion Hedda Ilse, Gräfin Dönhoff) (1909 – 2002), nemška časnikarka in sodelavka v gibanju proti Hitlerju † Arhivirano 2005-04-07 na Wayback Machine. |
| 11079 Mitsunori        | 1993 AJ        | * |
| 11082 Spilliaert       | 1993 JW        | Léon Spilliaert (1881 – 1946), belgijski slikar † |
| 11083 Caracas          | 1993 RZ6       | mesto Caracas, Venezuela* |
| 11084 Giò              | 1993 SG3       | vzdevek italijanskega študenta Giuseppeja Schiliròja, † |
| 11085 Isala            | 1993 SS6       | * |
| 11086 Nagatayuji       | 1993 TC1       | * |
| 11087 Yamasakimakoto   | 1993 TK1       | * |
| 11090 Popelin          | 1994 CT12      | Claudius Popelin, francoski pesnik* |
| 11091 Thelonious       | 1994 DP        | Thelonious Sphere Monk (1917 – 1982), jazz pianist in skladatelj* |
| 11092 Iwakisan         | 1994 ED        | * |
| 11094 Cuba             | 1994 PG17      | država Kuba* |
| 11095 Havana           | 1994 PJ22      | mesto Havana, Kuba* |
| 11098 Ginsberg         | 1995 GC2       | * |
| 11099 Sonodamasaki     | 1995 HL        | * |
| 11100 Lai              | 1995 KC        | * |
| 11101–11200            |                | |
| 11101 Českáfilharmonie | 1995 SH        | Orkester češke filharmonije* |
| 11102 Bertorighini     | 1995 SZ4       | Alberto Righini, profesor astronomije na Univerzi v Firencah in na Observatoriju Arcetri † |
| 11103 Miekerouppe      | 1995 SX19      | Mieke Rouppe, član nizozemskega odporniškega gibanja v Haagu med drugo svetovno vojno † |
| 11104 Airion           | 1995 TQ        | * |
| 11105 Puchnarová       | 1995 UR2       | Dana Puchnarová, češka slikarka in grafičarka |
| 11107 Hakkoda          | 1995 UU4       | * |
| 11108 Hachimantai      | 1995 UJ6       | * |
| 11109 Iwatesan         | 1995 UG8       | * |
| 11111 Repunit          | 1995 WL        | repunit ("ponavljajoča se enota") je število, ki ga sestavljajo samo znaki 1 (enica). Izraz je pričel uporabljati Albert H. Beiler v svoji knjigi iz leta 1964 Recreations in the Theory of Numbers † |
| 11112 Cagnoli          | 1995 WM2       | Antonio Cagnoli, italijanski astronom, ki je pomagal pri ustanovitvi Società Italiana ("Italijanska družba"), ki je zanan tudi kot Società dei XL ("Družba štiridesetih"), ki je prednica Nacionalne akademije znanosti štiridesetih (Accademia Nazionale delle Scienze detta dei XL) ("National Academy of Sciences known as the Forty") † |
| 11115 Kariya           | 1995 WC7       | * |
| 11118 Modra            | 1996 PK        | Astronomski observatorij Modra-Piesok (Astronomické observatórium Modra-Piesok) blizu kraja Modra, Slovaška † Arhivirano 2006-09-27 na Wayback Machine. |
| 11119 Taro             | 1996 PS9       | * |
| 11120 Pancaldi         | 1996 QD1       | * |
| 11121 Malpighi         | 1996 RD1       | Marcello Malpighi (1628 – 1694), italijanski fiziolog* |
| 11122 Eliscolombini    | 1996 RQ2       | * |
| 11123 Aliciaclaire     | 1996 RT24      | * |
| 11124 Mikulášek        | 1996 TR9       | Zdeněk Mikulášek, češki astronom |
| 11126 Doleček          | 1996 TC15      | * |
| 11127 Hagi             | 1996 UH1       | * |
| 11128 Ostravia         | 1996 VP        | latinsko ime za mesto Ostrava, Češka |
| 11129 Hayachine        | 1996 VS5       | * |
| 11132 Horne            | 1996 WU        | * |
| 11133 Kumotori         | 1996 XY        | * |
| 11134 Češke Budejovice | 1996 XO2       | mesto Češke Budejovice, Češka |
| 11135 Ryokami          | 1996 XF3       | * |
| 11136 Shirleymarinus   | 1996 XW12      | * |
| 11137 Yarigatake       | 1996 XE19      | * |
| 11138 Hotakadake       | 1996 XC31      | * |
| 11140 Yakedake         | 1997 AP1       | vulkan Jakedake, Japonska † |
| 11141 Jindrawalter     | 1997 AX14      | Jindřich Walter, češki fizik † |
| 11142 Facchini         | 1997 AP17      | * |
| 11144 Radiocommunicata | 1997 CR1       | radijska komunikacija v čast oddajniškega stolpa na Obseravtoriju Klet |
| 11145 Emanuelli        | 1997 QH1       | Pio Emanuelli, italijanski astronom † |
| 11146 Kirigamine       | 1997 WD3       | Kirigamine, ena izmed 100 najslavnejših gora na Japonskem {{† |
| 11147 Delmas           | 1997 XT5       | * |
| 11148 Einhardress      | 1997 XO8       | * |
| 11149 Tateshina        | 1997 XZ9       | vulkan Tatešina, ena izmed 100 najslavnejših gora na Japonskem † |
| 11150 Bragg            | 1997 YG1       | William Henry Bragg (1862 – 1942), angleški fizik* |
| 11151 Oodaigahara      | 1997 YZ2       | Oodaigahara, ena izmed 100 najslavnejših gora na Japonskem v Nacionalnem parku Jošino-Kumano, ki spada tudi pod UNESCOvo svetovno dediščino † |
| 11152 Oomine           | 1997 YH5       | gorska veriga Oomine v osrednjem delu polotoka Kii v nacionalnem parku Jošino-Kumano, ena izmed 100 najslavnejših gora na Japonskem, spada tudi pod UNESCOvo svetovno dediščino † |
| 11154 Kobushi          | 1997 YD10      | Kobushi, ena izmed 100 najslavnejših gora na Japonskem v področju Oku-Čičibu, razteza se preko treh držav Košu, Bušu in Šinšu † |
| 11155 Kinpu            | 1997 YW13      | Kinpu, ena izmed 100 najslavnejših gora na Japonskem v področju Oku-Čičibu † |
| 11156 Al-Khwarismi     | 1997 YP14      | Al-Khwarizmi (okoli 780 – okoli 850), perzijski znanstvenik * |
| 11158 Cirou            | 1998 AJ6       | * |
| 11159 Mizugaki         | 1998 BH1       | * |
| 11161 Daibosatsu       | 1998 BA8       | * |
| 11163 Milešovka        | 1998 CR        | Milešovka, najvišja gora v češkem visokogorju (češko České středohoří), ob 100-ti obletnici opazovanja iz meteorološkega observatorija, ki je na tem področju † |
| 11166 Anatolefrance    | 1998 DF34      | Anatole France (1844 – 1924), francoski pisatelj |
| 11167 Kunžak           | 1998 FD3       | Kunžak, vas z majhnim observatorijem v južni Češki * |
| 11169 Alkon            | 1998 FW33      | družinsko ime starega očeta, ki ga je v okviru programa Ceres Connection (program Lincolnovega laboratorija in Znanstvenega servisa, namenjenega promociji znanstvene vzgoje) izbral zmagovalec, od leta 2002 so na ta način poimenovali preko 200 asteroidov *                                                                             |
| 11173 Jayanderson      | 1998 FA59      | * |
| 11174 Carandrews       | 1998 FR67      | Carolyn Andrews, zmagovalec leta 2002 v okviru programa Ceres Connection * |
| 11176 Batth            | 1998 FD68      | * |
| 11184 Postma           | 1998 HJ9       | Sep Postma, ćlan nizozemskega odporniškega gibanja med drugo svetovno vojno † |
| 11187 Richoliver       | 1998 KO4       | * |
| 11189 Rabeaton         | 1998 QQ43      | * |
| 11190 Jennibell        | 1998 RM52      | * |
| 11191 Paskvić          | 1998 XW16      | Ivan Paskvić (Paquich Ja'nos), hrvaški ustanovitelj in predstojnik Observatorija Buda na griču St. Gellért, zgradila ga je Univerza v Nagyszombatu † |
| 11193 Mérida           | 1998 XN96      | * |
| 11194 Mirna            | 1998 YE        | reka Mirna, Hrvaška † |
| 11195 Woomera          | 1999 AY22      | mesto Woomera |
| 11196 Michanikos       | 1999 BO9       | * |
| 11197 Beranek          | 1999 CY25      | * |
| 11201–11300            |                | |
| 11201 Talich           | 1999 EL5       | * |
| 11202 Teddunham        | 1999 FA10      | Ted Dunham, ameriški astronom* |
| 11203 Danielbetten     | 1999 FV26      | Daniel Betten, ameriški finalist leta 2002 na Teksaškem znanstvenem in inženirskem sejmu (Texas Science & Engineering Fair ali TSEF), ki ga prireja Exxon-Mobil in ameriški dobitnik nagrade meteorološke družbe (Meteorological Society) ? *                                                                                               |
| 11206 Bibee            | 1999 FR29      | * |
| 11207 Black            | 1999 FQ58      | * |
| 11212 Tebbutt          | 1999 HS        | John Tebbutt (1834 – 1916), avstralski astronom* |
| 11219 Benbohn          | 1999 JN20      | * |
| 11225 Borden           | 1999 JD36      | * |
| 11227 Ksenborisova     | 1999 JR43      | * |
| 11228 Botnick          | 1999 JW49      | * |
| 11229 Brookebowers     | 1999 JX52      | * |
| 11238 Johanmaurits     | 2044 P-L       | grof Johan Maurits van Nassau-Siegen (1604 – 1679), nizozemski humanist, ki je vladal nizozemski Braziliji v 17. stoletju † |
| 11239 Marcgraf         | 4141 P-L       | Georg Marcgraf (1610 – 1648), nizozemski astronom, ki je v 17. stoletju raziskoval južno nebo iz Brazilije † |
| 11240 Piso             | 4175 P-L       | Willem Piso, nizozemski zdravnik, ki je v 17. stoletju raziskoval rastlinstvo in živalstvo Brazilije † |
| 11241 Eckhout          | 6792 P-L       | Albert Eckhout (okoli 1610 – 1665), nizozemski slikar, ki je v 17. stoletju sodeloval v ekspediciji v Brazilijo † |
| 11242 Franspost        | 2144 T-1       | Frans Post (1612 – 1680), nizozemski slikar, eden izmed prvih Evropejcev, ki je deloval v 17. stoletju v Ameriki † |
| 11243 de Graauw        | 2157 T-1       | Matthijs W. M. de Graauw, nizozemski infrared and submillimeter astronom, strokovnjak za infrardečo in podmilimetrsko astronomijo † |
| 11244 Andrékuipers     | 4314 T-2       | André Kuipers, nizozemski zdravnik in astronavt Evropske vesoljske agencije † |
| 11245 Hansderijk       | 3100 T-3       | Johannes A. F. de Rijk (zna tudi kot Bruno Ernst), nizozemski znanstveni pisatelj † |
| 11246 Orvillewright    | 4250 T-3       | Orville Wright (1871 – 1948), ameriški letalec |
| 11247 Wilburwright     | 4280 T-3       | Wilbur Wright (1867 – 1912), ameriški letalec |
| 11248 Blériot          | 4354 T-3       | Louis Blériot (1872 – 1936), francoski letalec |
| 11249 Etna             | 1971 FD        | gora Etna, Sicilija* |
| 11251 Icarion          | 1973 SN1       | * |
| 11252 Laërtes          | 1973 SA2       | Laert, Argonavt, sin Arkezija in oče Odiseja * |
| 11253 Mesyats          | 1976 UP2       | * |
| 11254 Konkohekisui     | 1977 DL2       | * |
| 11255 Fujiiekio        | 1977 DC4       | * |
| 11256 Fuglesang        | 1978 RO8       | Christer Fuglesang (rojen 1957), prvi švedski astronavt † |
| 11257 Rodionta         | 1978 TP2       | * |
| 11258 Aoyama           | 1978 VP1       | * |
| 11264 Claudiomaccone   | 1979 UC4       | Claudio Maccone (rojen 1948), italijanski znanstvenik na Alenia Spazio v Torinu, sodelavec pri večjem številu vesoljskih misij † |
| 11268 Spassky          | 1985 UF5       | Boris Spaski (rusko Бори́с Васи́льевич Спа́сский) (rojen 1937), rusko-francoski šahovski velemojster in nekdanji šahovski svetovni prvak * |
| 11269 Knyr             | 1987 QG10      | * |
| 11277 Ballard          | 1988 TW2       | * |
| 11278 Telesio          | 1989 SD3       | * |
| 11280 Sakurai          | 1989 TY10      | * |
| 11282 Hanakusa         | 1989 UY2       | * |
| 11284 Belenus          | 1990 BA        | Belenus, keltski bog* |
| 11289 Frescobaldi      | 1991 PA2       | Girolamo Frescobaldi (1583 – 1643), italijanski skladatelj* |
| 11292 Bunjisuzuki      | 1991 RC28      | Suzuki Bunji, ustanovitelj Japonske zveze za delo (Nippon Rodo Sodomei) * |
| 11298 Gide             | 1992 RE6       | André Gide, francoski pisatelj * |
| 11299 Annafreud        | 1992 SA22      | Anna Freud, avstrijska psihoanalitičarka * |
| 11301–11400            |                | |
| 11302 Rubicon          | 1993 BM5       | Rubicon, latinsko ime za manjšo reko v severni Italiji * |
| 11309 Malus            | 1993 PC7       | drevesa jabolk in lesnik, rod Malus* |
| 11311 Peleus           | 1993 XN2       | Pelej, sin Eaka, kralja na otoku Egina * |
| 11313 Kügelgen         | 1994 GE10      | Gerhard von Kügelgen (1772 – 1820), nemški slikar* |
| 11314 Charcot          | 1994 NR1       | Jean-Martin Charcot (1825 – 1893), francoski nevrolog * |
| 11315 Salpêtrière      | 1994 NS1       | bolnica Pitié-Salpêtrière, Pariz, Francija * |
| 11316 Fuchitatsuo      | 1994 TR3       | * |
| 11317 Hitoshi          | 1994 TX12      | * |
| 11321 Tosimatumoto     | 1995 DE1       | Toshikazu Matsumoto, japonski ljubiteljski astronom |
| 11322 Aquamarine       | 1995 QT        | * |
| 11323 Nasu             | 1995 QC2       | * |
| 11324 Hayamizu         | 1995 QQ3       | * |
| 11325 Slavický         | 1995 SG        | * |
| 11326 Ladislavschmied  | 1995 SL        | Ladislav Schmied, češki ljubiteljski astronom † |
| 11332 Jameswatt        | 1996 GO20      | James Watt (1736 – 1819), škotski matematik in inženir * |
| 11333 Forman           | 1996 HU        | William Richard Forman, ameriški astronom* |
| 11334 Rio de Janeiro   | 1996 HM18      | mesto Rio de Janeiro, Brazilija |
| 11335 Santiago         | 1996 HW23      | mesto Santiago |
| 11337 Sandro           | 1996 PG1       | * |
| 11338 Schiele          | 1996 TL9       | Egon Schiele (1890 – 1918), avstrijski slikar |
| 11339 Orlík            | 1996 VM5       | Orlík, grad na južnem Češkem |
| 11341 Babbage          | 1996 XE2       | Charles Babbage (1791 – 1871), britanski začetnik računalništva |
| 11348 Allegra          | 1997 BG9       | * |
| 11349 Witten           | 1997 JH16      | Louis (oče) (rojen 1921) ali Edward Witten (sin) (rojen 1951), ameriška fizika * |
| 11350 Teresa           | 1997 QN4       | * |
| 11352 Koldewey         | 1997 WP22      | Robert Koldewey (1855 – 1925), nemški arhitekt in arheolog * |
| 11353 Guillaume        | 1997 XX5       | * |
| 11356 Chuckjones       | 1997 YA        | Charles Martin "Chuck" Jones, ameriški animator, umetnik, scenarist, producent in režiser animiranih filmov * |
| 11359 Piteglio         | 1998 BP24      | vas Piteglio, Toskana, Italija † |
| 11360 Formigine        | 1998 DL14      | * |
| 11363 Vives            | 1998 EB12      | * |
| 11364 Karlštejn        | 1998 FB3       | * |
| 11365 NASA             | 1998 FK126     | NASA |
| 11369 Brazelton        | 1998 QE33      | * |
| 11370 Nabrown          | 1998 QD35      | * |
| 11371 Camley           | 1998 QO38      | * |
| 11373 Carbonaro        | 1998 QG49      | * |
| 11374 Briantaylor      | 1998 QU60      | * |
| 11376 Taizomuta        | 1998 SY5       | * |
| 11377 Nye              | 1998 SH59      | * |
| 11378 Dauria           | 1998 SV60      | * |
| 11379 Flaubert         | 1998 SY74      | Gustave Flaubert (1821 – 1880), francoski pisatelj * |
| 11384 Sartre           | 1998 SW143     | Jean-Paul Sartre (1905 – 1980), francoski pisatelj in filozof* |
| 11385 Beauvoir         | 1998 SP147     | Simone de Beauvoir (1908 – 1986), francoski pisatelj, filozof in feminist* |
| 11400 Raša             | 1999 AT21      | reka Raša, Hrvaška † |
| 11401–11500            |                | |
| 11401 Pierralba        | 1999 AF25      | * |
| 11404 Wittig           | 1999 BX4       | Sigmar Wittig, nemški predsednik izvršnega odbora Nemškega vesoljskega centra, vodja Inštituta za toplotno turbinsko strojništvo (Institute for Thermal Turbomachinery) pri Univerzi v Karlsruhu, namestnik predsednika pri Nemški raziskovalni fundaciji ter predsednik Zbora evropske vesoljske agencije †                                |
| 11406 Ucciocontin      | 1999 CY14      | Aurelio (Uccio) Contin, hrvaški farmacevt, ljubiteljski znanstvenik, dirkač in prirodoslovec † |
| 11408 Zahradník        | 1999 EG3       | Rudolf Zahradník, češki kemik, soustanovitelj češke šole za kvantno kemijo, prvi predsednik družbe Učená společnost České republiky (Učena družba Češke) in prvi predsednik Akademije znanosti Češke republike † |
| 11409 Horkheimer       | 1999 FD9       | Jack Horkheimer, ameriški popularizator astronomije † |
| 11413 Catanach         | 1999 JG21      | Therese Ann Catanach, ameriška finalistka na Intelovem na Mednarodnem znanstvenem in inženirskem sejmu leta 2002 (International Science and Engineering Fair ali ISEF) |
| 11414 Allanchu         | 1999 JU26      | Allan Chu, ameriški finalist na Intelovem na Mednarodnem znanstvenem in inženirskem sejmu leta 2002 (International Science and Engineering Fair ali ISEF) * |
| 11417 Chughtai         | 1999 JW117     | * |
| 11419 Donjohnson       | 1999 KS2       | Don Johnson, ameriški igralec * |
| 11421 Cardano          | 1999 LW2       | Gerolamo Cardano (znan tudi kot Jérôme Cardan), italijanski matematik, zdravnik, astrolog in hazarder * |
| 11422 Alilienthal      | 1999 LD7       | Alfred Lilienthal (1915 – 2008), judovski pisatelj ali Alfred Lilienthal, poslovnež v Berlinu v 30. letih 20. stoletja ali Andor Arnoldovič Lilienthal, sovjetski igralec šaha?* |
| 11423 Cronin           | 1999 LT24      | * |
| 11425 Wearydunlop      | 1999 MF        | Edward 'Weary' Dunlop, avstralski kirurg * |
| 11426 Molster          | 2527 P-L       | Lucia Glen Molster, hčerka nizozemskega astronoma Franka Molsterja in Nathalije Molster † |
| 11427 Willemkolff      | 2611 P-L       | Willem Johan Kolff, na Nizozemskem rojen ameriški internist, izumitelj naprave za dializo † |
| 11428 Alcinoös         | 4139 P-L       | Alkinoe, kralj Fajakianov, oče Nausike* |
| 11429 Demodokus        | 4655 P-L       | Demodokus, slepi potujoči pevec v Odiseji* |
| 11430 Lodewijkberg     | 9560 P-L       | Lodewijk van den Berg (rojen 1932), na Nizozemskem rojen ameriški astronavt † |
| 11431 Karelbosscha     | 4843 T-1       | Karel Albert Rudolf Bosscha, nizozemski pridelovalec čaja, soustanovitelj Observatorija Lembang blizu Bandunga v nizozemski vzhodni Indiji, striv Rudolfa Alberta Kerkhovena † |
| 11432 Kerkhoven        | 1052 T-2       | Rudolf Albert Kerkhoven, nizozemski pridelovalec čaja, soustanovitelj Observatorija Lembang blizu Bandunga v nizozemski vzhodni Indiji, nečak Karla Alberta Rudolfa Bosscha † |
| 11438 Zel'dovich       | 1973 QR1       | Jakov Borisovič Zeldovič (rusko Яков Борисович Зельдович ) (1914 – 1987), sovjetski fizik* |
| 11442 Seijin-Sanso     | 1976 UN14      | * |
| 11444 Peshekhonov      | 1978 QA2       | Vladimir Grigorevič Pešehonov, ruski specialist pomorske in vesoljske navigacije, predstojnik Osrednjega raziskovalnega inštituta »Electropribor«, Sankt Peterburg † |
| 11445 Fedotov          | 1978 SC7       | * |
| 11446 Betankur         | 1978 TO8       | Agustín de Betancourt (Avgustin Avgustinovich Betankur), španski inženir in urbanist * |
| 11449 Stephwerner      | 1979 QP        | Stephanie C. Werner, nemški geofizik in strokovnjak za geologijo Marsa † |
| 11450 Shearer          | 1979 QJ1       | Andrew Shearer, irski astrofizik † Arhivirano 2007-06-24 na Wayback Machine. |
| 11451 Aarongolden      | 1979 QR1       | Aaron Golden, irski astrofizik † Arhivirano 2007-06-24 na Wayback Machine. |
| 11473 Barbaresco       | 1982 SC        | * |
| 11480 Velikij Ustyug   | 1986 RW5       | mesto Veliki Ustjug (rusko Вели́кий У́стюг), Rusija* |
| 11481 Znannya          | 1987 WO1       | * |
| 11484 Daudet           | 1988 DF2       | Alphonse Daudet (1840 – 1897), francoski romanopisec * |
| 11485 Zinzendorf       | 1988 RW3       | Nicolaus Ludwig Zinzendorf (1700 – 1760), nemški religiozni in socialni reformator * |
| 11492 Shimose          | 1988 VR3       | * |
| 11494 Hibiki           | 1988 VM9       | Hibiško morje, ki leži med prefekturama Fukuoka Jamaguči † |
| 11495 Fukunaga         | 1988 XR        | * |
| 11496 Grass            | 1989 AG7       | * |
| 11498 Julgeerts        | 1989 GS4       | * |
| 11499 Duras            | 1989 RL        | Marguerite Duras (Marguerite Donnadieu) (1914 – 1996), francoski pisatelj filmski režiser * |
| 11500 Tomaiyowit       | 1989 UR        | Tomaiyowit, mati Zemlja v zgodbi o stvarstvu Luiseno; skupaj s Tukmit je omogočila rojstvo prvega človeka † |
| 11501–11600            |                | |
| 11504 Kazo             | 1990 BT        | * |
| 11506 Toulouse-Lautrec | 1990 ES1       | Henri de Toulouse-Lautrec (1864 - 19019, francoski slikar* |
| 11508 Stolte           | 1990 TF13      | * |
| 11509 Thersilochos     | 1990 VL6       | Tersilok, Paione, ki ga je ubil Ahil med trojansko vojno * |
| 11510 Borges           | 1990 VV8       | Jorge Luis Borges 81899 – 1986), argentinski pisatelj* |
| 11514 Tsunenaga        | 1991 CO1       | * |
| 11518 Jung             | 1991 GB3       | Carl Gustav Jung (1875 – 1961), švicarski psihiater * |
| 11519 Adler            | 1991 GZ4       | Alfred Adler (1870 – 1937), avstrijski doctor medicine in psiholog * |
| 11520 Fromm            | 1991 GE8       | Erich Fromm (1900 – 1980), nemško-ameriški psiholog in humanistični filozof* |
| 11521 Erikson          | 1991 GE9       | Erik Homburger Erikson (1902 – 1994), dansko-nemški psiholog in psihoanalitik * |
| 11524 Pleyel           | 1991 PY2       | Ignaz Pleyel (1757 – 1831), avstrijski skladatelj in izdelovalec klavirjev * |
| 11528 Mie              | 1991 XH        | Gustav Mie (1869 – 1957), nemški fizik* |
| 11530 d'Indy           | 1992 CP2       | Vincent d'Indy (1851 – 1931), francoski skladatelj* |
| 11537 Guericke         | 1992 HY6       | Otto von Guericke (1602 – 1686), nemški znanstvenik, izumitelj in politik * |
| 11545 Hashimoto        | 1992 UE4       | * |
| 11547 Griesser         | 1992 UP8       | Markus Griesser, švicarski ljubiteljski astronom † ‡ |
| 11548 Jerrylewis       | 1992 WD8       | Jerry Lewis (rojen 1926), ameriški komedijant in igralec * |
| 11552 Boucolion        | 1993 BD4       | * |
| 11554 Asios            | 1993 BZ12      | * |
| 11569 Virgilsmith      | 1993 KB2       | * |
| 11571 Daens            | 1993 OR8       | * |
| 11572 Schindler        | 1993 RM7       | Oskar Schindler (1908 – 1974), nemški poslovnež * |
| 11573 Helmholtz        | 1993 SK3       | Hermann Ludwig Ferdinand von Helmholtz (1821 – 1894), nemški fizik, matematik, fiziolog in biofizik * |
| 11574 d'Alviella       | 1994 BP3       | * |
| 11579 Tsujitsuka       | 1994 JN        | * |
| 11580 Bautzen          | 1994 JG4       | mesto Bautzen, Nemčija * |
| 11581 Philipdejager    | 1994 PK9       | * |
| 11582 Bleuler          | 1994 PC14      | * |
| 11583 Breuer           | 1994 PZ28      | * |
| 11584 Ferenczi         | 1994 PP39      | Sándor Ferenczi (1873 – 1933), madžarski psihoanalitik † Arhivirano 2004-10-27 na Wayback Machine. ‡ Arhivirano 2004-10-27 na Wayback Machine. |
| 11585 Orlandelassus    | 1994 RB17      | Orlande de Lassus (1532 ali 1530 – 1594) znan tudi kot Roland Delattre, francosko-flamski skladatelj † |
| 11588 Gottfriedkeller  | 1994 UZ12      | Gottfried Keller (1819 – 1890), švicarski pesnik* |
| 11592 Clintkelly       | 1995 FA7       | * |
| 11593 Uchikawa         | 1995 HK        | * |
| 11595 Monsummano       | 1995 KN        | [vas [Monsummano Terme]] v severni Toskani † Arhivirano 2008-08-01 na Wayback Machine. |
| 11598 Kubík            | 1995 OJ        | * |
| 11600 Cipolla          | 1995 SQ2       | * |
| 11601–11700            |                | |
| 11602 Miryang          | 1995 ST54      | mesto Mirjang, Južna Koreja, rojstni kraj žene vodje odkriteljev Čung-hi Koh (Helen) Weber † |
| 11605 Ranfagni         | 1995 UP6       | * |
| 11606 Almary           | 1995 UU6       | Piero Ranfagni, tehnik na Astrofizikalnem observatoriju Arcetri; sodelavec pri Teleskopu TIRGO in v projektnem uradu Velikega binokularnega teleskopa † |
| 11612 Obu              | 1995 YZ1       | * |
| 11614 Istropolitana    | 1996 AD2       | Univerza Istropolitana (Academia Istropolitana), Bratislava, Slovaška * |
| 11615 Naoya            | 1996 AE4       | * |
| 11621 Duccio           | 1996 PJ5       | * |
| 11622 Samuele          | 1996 RD4       | Samuele Marconi, ljubiteljski astronom na Observatoriju Pian dei Termini v San Marcello Pistoiesu* |
| 11623 Kagekatu         | 1996 TC10      | * |
| 11625 Francelinda      | 1996 UL1       | Francesca in Linda Tesi, vnukinji soodkritelja Luciana Tesija † Arhivirano 2008-08-01 na Wayback Machine. |
| 11626 Church Stretton  | 1996 VW2       | Church Stretton, Južni Shropshire kraj odkritja, Anglija † |
| 11628 Katuhikoikeda    | 1996 VB5       | Katuhiko Ikeda, japonski inženir in ljubiteljski astronom, ki je pomagal pri vzdrževanju Observatorija Morijama † |
| 11636 Pezinok          | 1996 YH1       | * |
| 11637 Yangjiachi       | 1996 YJ2       | * |
| 11652 Johnbrownlee     | 1997 CK13      | John W. Brownlee, planetarni geolog, ki je sodeloval pri misijah Mars Pathfinder in Catalina Sky Survey † |
| 11656 Lipno            | 1997 EL6       | jez Lipno, južna Češka |
| 11657 Antonhajduk      | 1997 EN7       | Anton Hajduk, slovaški astronom* |
| 11664 Kashiwagi        | 1997 GX24      | * |
| 11665 Dirichlet        | 1997 GL28      | Johann Peter Gustav Lejeune Dirichlet (1805 – 1895), nemški matematik* |
| 11666 Bracker          | 1997 MD8       | Steve Bracker, računalniški programmer za astronomijo * |
| 11667 Testa            | 1997 UB1       | Augusto Testa, italijanski ljubiteljski astronom † Arhivirano 2008-08-01 na Wayback Machine. |
| 11668 Balios           | 1997 VV1       | * |
| 11669 Pascalscholl     | 1997 XY8       | * |
| 11670 Fountain         | 1998 AU9       | * |
| 11672 Cuney            | 1998 BC15      | * |
| 11673 Baur             | 1998 BJ19      | Johann M. Baur, nemški ljubiteljski astronom, ustanovitelj Observatorija Chaonis v severni Italiji † |
| 11675 Billboyle        | 1998 CP2       | * |
| 11678 Brevard          | 1998 DT10      | * |
| 11679 Brucebaker       | 1998 DE11      | * |
| 11681 Ortner           | 1998 EP6       | Johannes Ortner, avstrijski vesoljski znanstvenik, ustanovitelj in direktor Poletne šole Alpbach † |
| 11682 Shiwaku          | 1998 EX6       | * |
| 11685 Adamcurry        | 1998 FW19      | Adam Curry, ameriški radijski moderator* |
| 11688 Amandugan        | 1998 FG53      | * |
| 11690 Carodulaney      | 1998 FV60      | * |
| 11691 Easterwood       | 1998 FO66      | * |
| 11693 Grantelliott     | 1998 FE69      | * |
| 11694 Esterhuysen      | 1998 FO70      | * |
| 11695 Mattei           | 1998 FA74      | Janet Akyüz Mattei, ameriška astronomka, imenovanje v čast njenega vodenja Ameriške zveze opazovalcev spremenljivih zvezd (American Association of Variable Star Observers ali AAVSO) † ‡ Arhivirano 2006-08-30 na Wayback Machine. |
| 11696 Capen            | 1998 FD74      | * |
| 11697 Estrella         | 1998 FX98      | Allan Noriel Estrella, filipinski študent, ameriški zmagovalec na Intelovem Mednarodnem znanstvenem in inženirskem sejmu leta 2002 (International Science and Engineering Fair ali ISEF) † Arhivirano 2006-10-21 na Wayback Machine. ‡ + |
| 11698 Fichtelman       | 1998 FZ102     | * |
| 11701–11800            |                | |
| 11702 Mifischer        | 1998 FE117     | * |
| 11703 Glassman         | 1998 FL121     | * |
| 11704 Gorin            | 1998 FZ130     | * |
| 11707 Grigery          | 1998 HW17      | * |
| 11709 Eudoxos          | 1998 HF20      | Eudoxus* |
| 11710 Nataliehale      | 1998 HS34      | * |
| 11711 Urquiza          | 1998 HV50      | * |
| 11712 Kemcook          | 1998 HB51      | * |
| 11713 Stubbs           | 1998 HG51      | * |
| 11714 Mikebrown        | 1998 HQ51      | Michael E. Brown (rojen 1965), astronom* |
| 11715 Harperclark      | 1998 HA75      | * |
| 11716 Amahartman       | 1998 HY79      | Amanda Nicole Hartman, ameriška zmagovalka na Intelovem Mednarodnem znanstvenem in inženirskem sejmu leta 2002 (International Science and Engineering Fair ali ISEF) † Arhivirano 2009-02-10 na Wayback Machine.* |
| 11718 Hayward          | 1998 HD95      | Nicholas Mark Edward Alexander Hayward, britanski zmagovalec na Intelovem Mednarodnem znanstvenem in inženirskem sejmu leta 2002 (International Science and Engineering Fair ali ISEF) 2002 grantee † Arhivirano 2009-02-10 na Wayback Machine.*                                                                                            |
| 11719 Hicklen          | 1998 HT98      | * |
| 11720 Horodyskyj       | 1998 HZ99      | Ulyana N. Horodyskyj, ameriška zmagovalka na Intelovem Mednarodnem znanstvenem in inženirskem sejmu leta 2002 (International Science and Engineering Fair ali ISEF) † Arhivirano 2009-02-10 na Wayback Machine.* |
| 11724 Ronaldhsu        | 1998 HH146     | Ronald Hsu, ameriški zmagovalec na Intelovem Mednarodnem znanstvenem in inženirskem sejmu leta 2002 (International Science and Engineering Fair ali ISEF) † Arhivirano 2009-02-10 na Wayback Machine.* |
| 11725 Victoriahsu      | 1998 HM146     | Victoria Hsu, ameriški zmagovalec na Intelovem Mednarodnem znanstvenem in inženirskem sejmu leta 2002 (International Science and Engineering Fair ali ISEF) † Arhivirano 2009-02-10 na Wayback Machine.* |
| 11726 Edgerton         | 1998 JA        | * |
| 11727 Sweet            | 1998 JM1       | * |
| 11728 Einer            | 1998 JC2       | * |
| 11730 Yanhua           | 1998 KO31      | * |
| 11736 Viktorfischl     | 1998 QS1       | Viktor Fischl Avigdor Dagan, češko-izraelski pisatelj † |
| 11739 Baton Rouge      | 1998 SG27      | mesto Baton Rouge, Louisiana* |
| 11740 Georgesmith      | 1998 UK6       | * |
| 11743 Jachowski        | 1999 JP130     | Matthew Jachowski, ameriški zmagovalec na Intelovem Mednarodnem znanstvenem in inženirskem sejmu leta 2002 (International Science and Engineering Fair ali ISEF) Arhivirano 2009-02-10 na Wayback Machine.* |
| 11746 Thomjansen       | 1999 NG4       | * |
| 11753 Geoffburbidge    | 2064 P-L       | Geoffrey Ronald Burbidge (rojen 1925), britansko-ameriški fizik* |
| 11754 Herbig           | 2560 P-L       | George H. Herbig (rojen 1920), ameriški astronom* |
| 11755 Paczynski        | 2691 P-L       | Bohdan Paczyński (1940 – 2007), poljski astronom |
| 11756 Geneparker       | 2779 P-L       | Eugene Newman Parker (rojen 1927), ameriški astrofizik* |
| 11757 Salpeter         | 2799 P-L       | Edwin Ernest Salpeter (1924 – 2008), avstrijski astronom* |
| 11758 Sargent          | 4035 P-L       | Wallace Leslie William Sargent (rojen 1935), ameriški astronom* |
| 11759 Sunyaev          | 4075 P-L       | Rašid alijevič Sunjaev (rojen 1943), uzbekistanski astrofizik* |
| 11760 Auwers           | 4090 P-L       | Arthur Auwers (Georg Friedrich Julius Arthur von Auwers) (1838 – 1915), nemški astronom, predstojnik Observatorija Potsdam od leta 1881, avtor prvega referenčnega kataloga osnovnih leg zvezd † |
| 11761 Davidgill        | 4868 P-L       | David Gill (1843 – 1914), britanski astronom in oblikovalec naprav, predstojnik Observatorija Cape † |
| 11762 Vogel            | 6044 P-L       | Hermann Carl Vogel (1841 – 1907), nemški astronom in spektroskopist, predstojnik Astrofizikalnega observatorija Potsdam † |
| 11763 Deslandres       | 6303 P-L       | Henri-Alexandre Deslandres (1853 – 1948), francoski astrofizik in predstojnik Observatorija Pariz in Observatorija Meudon, neodvisni izumitelj heliografa † |
| 11764 Benbaillaud      | 6531 P-L       | Édouard Benjamin Baillaud (1848 – 1934) francoski predstojnik Observatorija Toulouse (1878–1907) in Observatorija Pariz (1907–1926), ustanovitelj Observatorija Pic du Midi, prvi predsednik Mednarodne astronomske zveze (International Astronomical Union) †                                                                              |
| 11765 Alfredfowler     | 9057 P-L       | Alfred Fowler (1868 – 1940), britanski astrofizik, prvi generalni sekretar Mednarodne astronomske zveze (International Astronomical Union) † |
| 11766 Fredseares       | 9073 P-L       | Frederick H. Seares (1873 – 1964), ameriški astronom, deloval je na standardizaciji sistema zvezdnih magnitude † |
| 11767 Milne            | 3224 T-1       | Edward Arthur Milne (1896 – 1950), britanski matematik in astrofizik † |
| 11768 Merrill          | 4107 T-1       | Paul W. Merrill (1887 – 1961), ameriški spektroskopist, prvi je zaznal kratkoživi izotop tehnicija v atmosferi zvezde in je tako potrdil zvezdno nukleosintezo † |
| 11769 Alfredjoy        | 2199 T-2       | Alfred Harrison Joy (1882 – 1973), ameriški astronom, prvi je izdelal klasifikacijo T Tauri † |
| 11770 Rudominkowski    | 3163 T-2       | Rudolph Minkowski (1895 – 1976), nemško-ameriški astronom † |
| 11771 Maestlin         | 4136 T-2       | Michael Maestlin (1550 – 1631), nemški astronom* |
| 11772 Jacoblemaire     | 4210 T-2       | Jacob Le Maire (okoli 1585 – 1616), nizozemski raziskovalec po katerem se imenuje Lemairov preliv (Estrecho de le Maire); skupaj z Willemom Schoutenom je bil eden prvih, ki je obiskal arhipelag Tonga v južnem Tihem oceanu † |
| 11773 Schouten         | 1021 T-3       | Willem Schouten (1567? – 1625), nizozemski raziskovalec, ki je odkril Rt Horn † |
| 11774 Jerne            | 1128 T-3       | Niels Kaj Jerne (1911 – 1994), v Angliji rojen danski imunolog, dobitnik Nobelove nagrade za medicino in fiziologijo v letu 1984 * |
| 11775 Köhler           | 3224 T-3       | Georges J. F. Kohler, nemški biolog, dobitnik Nobelove nagrade za medicino in fiziologijo v letu 1984 * |
| 11776 Milstein         | 3460 T-3       | César Milstein (1927 – 2002), argentinski biokemik, dobitnik Nobelove nagrade za medicino in fiziologijo v letu 1984 * |
| 11777 Hargrave         | 3526 T-3       | * |
| 11778 Kingsford Smith  | 4102 T-3       | Charles Edward Kingsford Smith (1897 – 1935), avstralski letalec * |
| 11779 Zernike          | 4197 T-3       | Frits Zernike (1888 – 1966), nizozemski fizik, dobitnik Nobelove nagrade za fiziko v letu 1953 † |
| 11781 Alexroberts      | 1966 PL        | Alexander William Roberts (1857 – 1938), škotsko-južnoafriški astronom † |
| 11782 Nikolajivanov    | 1969 TT1       | Nikolaj Mihajlovič Ivanov, ruski strokovnjak za balistiko, vodja ruskega balističnega centra † |
| 11785 Migaic           | 1973 AW3       | * |
| 11786 Bakhchivandji    | 1977 QW        | * |
| 11787 Baumanka         | 1977 QF1       | * |
| 11788 Nauchnyj         | 1977 QN2       | observatorij Naučnij (Nauchnyj), Krim, Ukrajina, zgrajen v istem letu kot Krimski astrofizikalni observatorij ( 1945 ) † |
| 11789 Kempowski        | 1977 RK        | * |
| 11790 Goode            | 1978 RU        | * |
| 11791 Sofiyavarzar     | 1978 SH7       | * |
| 11792 Sidorovsky       | 1978 SX7       | * |
| 11793 Chujkovia        | 1978 TH7       | * |
| 11795 Fredrikbruhn     | 1979 QM1       | Fredrik Bruhn, švedski sistemski inženir, specialist za minituarizacijo v robotiki, soustanovitelj firme Rotundus AB † ‡ Arhivirano 2007-06-24 na Wayback Machine. + |
| 11796 Nirenberg        | 1980 DS4       | * |
| 11797 Warell           | 1980 FV2       | Johan Warell, švedski astronom † Arhivirano 2007-06-24 na Wayback Machine. |
| 11798 Davidsson        | 1980 FH5       | Björn Davidsson, švedski astronom † Arhivirano 2011-06-10 na Wayback Machine. |
| 11801–11900            |                | |
| 11823 Christen         | 1981 VF        | * |
| 11824 Alpaidze         | 1982 SO5       | Galaktion Eliseevič Alpaidze, ruski vodja kozmodroma Plesetsk (1963–1975) † |
| 11826 Yurijgromov      | 1982 UR10      | * |
| 11827 Wasyuzan         | 1982 VD5       | * |
| 11830 Jessenius        | 1984 JE        | Ján Jesenský (tudi ('Jessenius') (1566 – 1621) , češki zdravnik † |
| 11833 Dixon            | 1985 RW        | Roger Dixon, fizik v Fermilabu (Fermi National Accelerator Laboratory)* |
| 11836 Eileen           | 1986 CB        | * |
| 11842 Kap'bos          | 1987 BR1       | * |
| 11844 Ostwald          | 1987 QW2       | Friedrich Wilhelm Ostwald (1852 – 1932), latvijsko-nemški kemik, ustanovitelj časopisa Zeitschrift für Physikalische Chemie, dobitnik Nobelove nagrade † |
| 11847 Winckelmann      | 1988 BY2       | * |
| 11849 Fauvel           | 1988 CF7       | * |
| 11852 Shoumen          | 1988 RD        | * |
| 11853 Runge            | 1988 RV1       | * |
| 11854 Ludwigrichter    | 1988 RM3       | * |
| 11855 Preller          | 1988 RS3       | * |
| 11860 Uedasatoshi      | 1988 UP        | Satoshi Ueda, japonski ljubiteljski astronom † Arhivirano 2007-11-16 na Wayback Machine. |
| 11868 Kleinrichert     | 1989 TY        | Michelle Kleinrichert Binzel, ameriška profesorica poslovodenja na Kolidžu Bentley, žena odkritelja † |
| 11870 Sverige          | 1989 TC3       | švedsko ime za državo Švedsko* |
| 11871 Norge            | 1989 TP7       | v različici norveškega jezika bokmål ime za Norveško* |
| 11874 Gringauz         | 1989 XD1       | Konstantin Iosifovič Gringauz, ruski fizik, specialist za Sonce* |
| 11875 Rhône            | 1989 YG5       | reka Rona (Rhône) † |
| 11876 Doncarpenter     | 1990 EM1       | * |
| 11878 Hanamiyama       | 1990 HJ        | Hanamijama, japonska gora † |
| 11881 Mirstation       | 1990 QO6       | vesoljska postaja Mir * |
| 11886 Kraske           | 1990 TT10      | * |
| 11887 Echemmon         | 1990 TV12      | * |
| 11895 Dehant           | 1991 GU3       | * |
| 11896 Camelbeeck       | 1991 GP6       | Thierry Camelbeeck, belgijski astronom* |
| 11897 Lemaire          | 1991 GC7       | * |
| 11898 Dedeyn           | 1991 GM9       | * |
| 11899 Weill            | 1991 GJ10      | * |
| 11900 Spinoy           | 1991 LV2       | * |
| 11901–12000            |                | |
| 11905 Giacometti       | 1991 VL6       | Alberto Giacometti (1901 – 1966), italijanski surrealistični kipar in slikar* |
| 11911 Angel            | 1992 LF        | * |
| 11912 Piedade          | 1992 OP5       | * |
| 11913 Svarna           | 1992 RD3       | * |
| 11914 Sinachopoulos    | 1992 RZ3       | * |
| 11915 Nishiinoue       | 1992 SJ1       | Tsujoši Nišiinoue, japonski učenjak in popularizator astronomije † Arhivirano 2007-11-16 na Wayback Machine. |
| 11916 Wiesloch         | 1992 ST17      | mesto Wiesloch, Nemčija* |
| 11921 Mitamasahiro     | 1992 UN3       | * |
| 11927 Mount Kent       | 1993 BA        | Observatorij Mount Kent, Univerza južnega Queenslanda, Avstralija † |
| 11928 Akimotohiro      | 1993 BT2       | * |
| 11929 Uchino           | 1993 BG3       | * |
| 11930 Osamu            | 1993 CJ1       | * |
| 11933 Himuka           | 1993 ES        | * |
| 11941 Archinal         | 1993 KT1       | * |
| 11942 Guettard         | 1993 NV        | Jean-Étienne Guettard, francoski prirodoslovec in mineralog * |
| 11943 Davidhartley     | 1993 OF9       | David Hartley, angleški filozof* |
| 11944 Shaftesbury      | 1993 OK9       | mesto Shaftesbury, Anglija ali (kar je bolj verjetno) grof Anthony Ashley-Cooper, angleški filantrop; manj verjetno pa je, da se imenuje po 3. grofu Anthonyju Ashleyju-Cooperju, ki je bilangleški politik in filozof* |
| 11945 Amsterdam        | 1993 PC5       | mesto Amsterdam, Nizozemska † |
| 11946 Bayle            | 1993 PB7       | Pierre Bayle, francoski filozof* |
| 11947 Kimclijsters     | 1993 PK7       | Kim Clijsters, belgijski igralec tenisa † Arhivirano 2007-06-30 na Wayback Machine. |
| 11948 Justinehénin     | 1993 QQ4       | Justine Hénin-Hardenne, belgijski igralec tenisa † Arhivirano 2007-06-30 na Wayback Machine. |
| 11949 Kagayayutaka     | 1993 SD2       | * |
| 11950 Morellet         | 1993 SG5       | André Morellet, francoski ekonomist, filozof in pisatelj* |
| 11955 Russrobb         | 1994 CA1       | Russell Robb, kanadski astronom † Arhivirano 2005-08-29 na Wayback Machine. |
| 11956 Tamarakate       | 1994 CL14      | * |
| 11958 Galiani          | 1994 EJ7       | * |
| 11959 Okunokeno        | 1994 GG1       | * |
| 11963 Ignace           | 1994 PO16      | * |
| 11964 Prigogine        | 1994 PY17      | Ilja Romanovič Prigožin (1917 – 2003) (rusko Илья́ Рома́нович Приго́жин), belgijsko-ruski kemik * |
| 11966 Plateau          | 1994 PJ20      | * |
| 11967 Boyle            | 1994 PW20      | Robert Boyle, angleški fizik in kemik * |
| 11968 Demariotte       | 1994 PR27      | * |
| 11969 Gay-Lussac       | 1994 PC37      | Joseph Louis Gay-Lussac (1778 – 1850), francoski kemik in fizik* |
| 11970 Palitzsch        | 1994 TD        | Johann Georg Palitzsch (1723 – 1788), nemški astronom † |
| 11974 Yasuhidefujita   | 1994 YF        | Jasuhide Fujita, japonski ljubiteljski astronom* |
| 11976 Josephthurn      | 1995 JG        | * |
| 11978 Makotomasako     | 1995 SS4       | * |
| 11980 Ellis            | 1995 SP8       | Kerry Ellis, kanadski fizik † Arhivirano 2005-08-29 na Wayback Machine. |
| 11981 Boncompagni      | 1995 UY1       | Balthasar Boncompagni (1821 – 1894), italijanski matematik* |
| 11987 Yonematsu        | 1995 VU1       | * |
| 11997 Fassel           | 1995 YU9       | Deborah in Charles Fassel, kanadska ljubiteljska astronoma † Arhivirano 2005-08-29 na Wayback Machine. |
| 11998 Fermilab         | 1996 AG7       | Fermilab (Fermi National Accelerator Laboratory), ZDA |

| Predhodnik: 10000–11000 | Pomeni imen asteroidov Seznam asteroidov (11001-11250) Seznam asteroidov (11251-11500) Seznam asteroidov (11501-11750) Seznam asteroidov (11751-12000) | Naslednik: 12001–13000 |